# Norra Ingaröstrand
Norra Ingaröstrand och Skälsmara – miejscowość (tätort) w Szwecji, w regionie administracyjnym (län) Sztokholm, w gminie Värmdö.
Według danych Szwedzkiego Urzędu Statystycznego liczba ludności wyniosła: 791 (31 grudnia 2015), 821 (31 grudnia 2018) i 850 (31 grudnia 2019).